# José Luis Rugamas
José Luis Rugamas Portillo (San Salvador, 1953. június 5. – ) salvadori válogatott labdarúgó, edző.

## Pályafutása

### Klubcsapatban
1970-ben a Dragón csapatában kezdte a pályafutását. 1975 és 1983 között az Atlético Marte játékosa volt. 1973 és 1989 között az Atlético Marte csapatában játszott, melynek tagjaként három salvadori bajnoki címet (1981, 1982, 1985) szerzett. 1989 és 1990 között az Alianzát erősítette.

### A válogatottban
1976 és 1989 között 43 mérkőzésen szerepelt a salvadori válogatottban. Részt vett az 1982-es világbajnokságon, ahol a Magyarország és az Argentína elleni csoportmérkőzésen kezdőként lépett pályára. Belgium ellen nem kapott lehetőséget.

### Edzőként
1996 és 1999 között az Atlético Marte vezetőedzője volt. 2005-ben kinevezték a salvadori U20-as válogatott szövetségi edzőjének. 2006 és 2013 között salvadori válogatottnál dolgozott segédedzőként. 2010 és 2011 között megbízott szövetségi kapitányként irányította a válogatottat. 2016-ban a nicaraguai Diriangén csapatát edzette.  

## Sikerei
Atlético Marte
- Salvadori bajnok (3): 1980–81, 1982, 1985